# Чедеголо
Чедеголо, Чедеґоло (італ. Cedegolo) — муніципалітет в Італії, у регіоні Ломбардія, провінція Брешія.
Чедеголо розташоване на відстані близько 500 км на північ від Рима, 115 км на північний схід від Мілана, 65 км на північ від Брешії.
Населення — 1233 особи (2014).

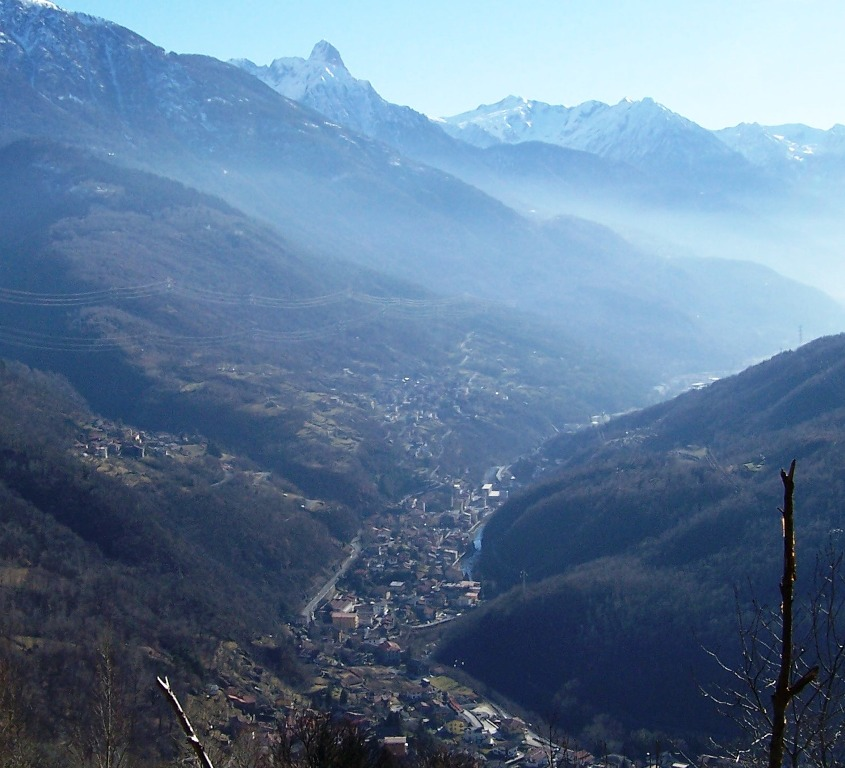

Щорічний фестиваль відбувається 30 вересня. Покровитель — San Girolamo.

## Демографія
Населення за роками:

Станом на 1 січня 2023 року в муніципалітеті офіційно проживало 96 іноземців з 14 країн, серед них 54 громадяни країн Євросоюзу та 1 громадянин України.

## Сусідні муніципалітети
- Берцо-Демо
- Капо-ді-Понте
- Чево
- Чимберго
- Паспардо
- Селлеро